# Castle Rock (Stephen King)
Castle Rock  un pueblo ficticio creado por el escritor Stephen King y que sirve de escenario a varias de sus novelas, novelas cortas y cuentos. El nombre Castle Rock hace referencia al fuerte de la novela El Señor de las Moscas, de William Golding.

## Ubicación y descripción
La población de Castle Rock era de 1.280 personas en 1959 y alrededor de 1.500 en La tienda. Según la portada de la primera edición en inglés, La tienda era «la última historia de Castle Rock». Sin embargo, el pueblo sirvió posteriormente como escenario para el cuento corto «Es algo que llega a gustarte», recopilado en la colección de King Pesadillas y Alucinaciones, de 1993. Este cuento, según King, sirve de epílogo a La tienda.
En La tienda, Castle Rock está ubicada a 18 millas suroeste de South Paris. En la película Creepshow, de 1982, y escrita por King, hay un cartel al final de «The Lonesome Death of Jordy Verrill» que ubica a Portland a 37 millas, y a Boston a 188 millas. «Weeds» el cuento corto en que está basado «The Lonesome Death of Jordy Verrill», transcurre en New Hampshire. 
Geográficamente, esto ubica a Castle Rock a 37 millas de Portland, Maine. Esta región podría incluir lugares reales como Durham, Lisbon, Danville, Auburn, Lewiston, Bridgton y tal vez incluso Sabattus. Un mapa en el sitio web oficial de Stephen King coloca a Castle Rock en el condado de Oxford, cerca de Woodstock. Las obras en las que aparece Castle Rock ubican al pueblo en el ficticio condado de Castle, que también incluye pueblos ficticios como Castle Lake y Castle View.

## Obras desarrolladas en Castle Rock
- La zona muerta (1979)
- Cujo (1981)
- «El cuerpo» (novela corta de Las cuatro estaciones, 1982)
- «Rita Hayworth y la redención de Shawshank» (novela corta de Las cuatro estaciones, 1982)
- «El camión del tío Otto» (cuento recopilado en Skeleton Crew, 1985)
- «El atajo de la señora Todd» (cuento recopilado en Skeleton Crew, 1985)
- La mitad oscura (1989)
- «El perro de la Polaroid» (novela corta de Las cuatro después de la medianoche, 1990)
- La tienda (1991)
- «Es algo que llega a gustarte» (cuento recopilado en Pesadillas y Alucinaciones, 1993)
- «Premium Harmony» (cuento recopilado en El bazar de los malos sueños, de 2015)
- «Fuegos artificiales en estado de ebriedad» (cuento recopilado en El bazar de los malos sueños, de 2015]]
- La caja de botones de Gwendy (novela corta escrita con Richard Chizmar, 2017)
- Elevation (novela corta, 2018)

## Obras en las que se nombra a Castle Rock
- El último turno.
- Creepshow.
- Rita Hayworth and Shawshank Redemption.
- Cementerio de animales.
- Abuela.
- Nona.
- It.
- El juego de Gerald.
- Sleepwalkers.
- The Stand.
- Bag of Bones.
- La chica que amaba a Tom Gordon.
- Riding the Bullet.
- Cazador de sueños.
- The Man in the Black Suit.
- Kingdom Hospital.
- La historia de Lisey.
- N.
- La cúpula.
- 11/22/63.
- A Good Marriage.
- Doctor sueño.
- Revival.